# Венера Експрес
Венера Експрес е първата мисия до Венера предприета от Европейската космическа агенция (ЕКА). Космическия апарат се намира в орбита около планетата и събира информация.

## История
Мисията е планирана от 2001 г. за да използва конструкцията на Марс експрес. Някои специфични аспекти на мисията налагат направата на някои промени, най-вече в областите на термалния контрол, комуникацията и електрическото захранване на апарата. За пример Марс е на двойно по-голямо разстояние от Слънцето, отколкото Венера, което означава, че Венера Експрес ще бъде изложена на двойно по-голямо термално лъчение отколкото Марс експрес. Освен това йонизиращата радиация ще бъде много по-силна. По-силното осветяване ще доведе до генериране на повече енергия. Венера Експрес използва и някои части останали от космическия апарат Розета. Мисията е предложена от Кевин Бейнс от JPL, който е работил по апаратите Касини-Хюйгенс и Нови Хоризонти.
Венера Експрес трябва да бъде изстреляна на 26 октомври 2005, но проблеми с изолацията на Фрегат (последната степен ракетата) налагат закъснение от две седмици. Изстрелването е на 9 ноември 2005 г. от космодрумът Байконур с ракета-носител Союз-ФГ. Първата маневра за корекция в треакторията на 11 ноември 2005 е успешна.
Апаратът достига Венера на 11 април 2006 година след около 150 дневно пътешествие и стартира основните си двигатели между 07:10 и 08:00 Универсално време (UT) за да намали скоростта си и да бъде прихванат от гравитацията на Венера. Процесът е направляван от Европейския космически операционен център в Дармщат, Германия.
Нужни са още 7 маневри, 2 на глваните двигатели и 5 на второстепенните за да успее апаратът да се нагоди към 24-часова орбита към Венера.
Венера Експрес влиза в желаната орбита на 7 май 2006 г. в 13:31 UT, когато е на 151 млн. км от Земята. Апаратът обикаля около Венера в елиптична орбита. Тя варира от 66 000 и 250 километра над Венера и е полярна орбита. Перицентарът е почти над Северния полюс (80º северна ширина) и са нужни 24 часа на апаратът да се завърти около планетата.
Венера Експрес ще изучава Венерианската атмосфера и облаци в детайли, както и плазмата и геоложките черти на планетата от орбита. Също така ще направи глобални топографски карти на температурите. Предвижда се мисията да продължи до май 2009 г., което е повече от първоначално очавканите 500 земни дни. Ресурсите наборда предвиждат допълнителни 500 дни изследвания.

## Инструменти
Венера е първата мисия до Венера от сондата на НАСА Магелан в периода 1989 – 1994 г. За разлика от Магелан Венера Експрес не е способна да картографира повърхността на планетата с помощта на радар с висока резулюция проникващ през слоя облаци на Венера. Апаратът обаче е оборудван с няколко инструмента, които ще му помогнат да изучава планетата по нов начин. Много от неговите инструменти са останали от Розета и Марс експрес, но той е добре предпазен от високото ниво на радиация и високата температура.
- ASPERA-4: акроним от „Analyzer of Space Plasmas and Energetic Atoms“ (на български: Анализатор на космическа плазма и енергетични атоми) ще изследва взаимодействието на слънчевия вятър и Венерианската атмосфера, определяне на плазмените процеси в атмосферата, определяне на глобалното разпространение на плазма и неутрални газове, изучаване на енергетични неутрални атоми, йони и електрони и анализиране на други аспекти от Венерианската атмосфера. ASPERA-4 се преизползва от ASPERA-3 от Марс експрес, като е пригоден за по-суровата Венерианска среда.
- MAG: Магнитометърът е конструиран да измери магнитното поле на Венера и ефектите на Слънчевия вятър върху него. Ще може да картографира магнитосферата, йоносферата и магнитната бариера във висока резулюция в триизмерен план. MAG е производен инструмент от ROMAP на Розета.
- PFS: The „Planetary Fourier Spectrometer“ (на български: Планетен спектрометър) засича инфрачервени лъче с дължина на вълната 0,9 µm and 45 µm. Инструментът ще осъществи глобално дългосручно, триизмерно наблюдение на температурното поле в ниската част на атмосферата (на около 100 км). Ще търси за минимални количества на следи от съставки, които не са засичани дотогава, ще анализира аерозоли и ще изследва за обменни процеси на повърхността. Конструкцията е наследена от Марс експрес, но оптимизирана за условията на Венера.
- SPICAV: „Spectroscopy for Investigation of Characteristics of the Atmosphere of Venus“ (на български: Спектроскопия за изследване на характеристиките на атмосферата на Венера) ще бъде използван за анализ на радиацията на инфрачервена и ултравиолетова дължина на вълната. Производен е на SPICAM от Марс експрес.
- VeRa: Venus Radio е радио звуков експеримент, с който ще се излъчат радиовълни към Венера през атмосферата докато се отразят от повърхността. Тези радиовълни ще бъдат приети на Земята, където ще се изследват. Апаратът е пройзводен от подобен на космически апарат Розета.
- VIRTIS: Visible and Infrared Thermal Imaging Spectrometer (на български: Спектрометър за видимо и термално картографиране) е спектрометър, който наблюдава близки до ултравиолетовите и инфрачервени части от електромагнитния спектър. Ще анализизра всички слоеве на атмосферата.
- VMC': Venus Monitoring Camera (на български: камера за наблюдение на Венра) е широкоъгълна, многоканална CCD.

## Важни събития и открития
- 3 август 2005: Венера Експрес приключва последната фаза от тестовете в EADS Astrium. Лети на товарния самолет Антонов Ан-124 през Москва преди да пристигне на Байконур на 7 август.
- 7 август 2005: Космическият апарат пристига на космодрумът Байконур.
- 16 август 2005: Първият тестови полет е направен.
- 30 август 2005: Започва тестването на последните главани системи.
- 5 септември 2005: Успешен тест на електричеството на апарата.
- 12 октомври 2005: Завършена е поправката на степен Фрегат на ракетата-носител.
- 21 октомври 2005: Проблем с ракетата забавя изстрелването.
- 5 ноември 2005: Пристигане до ракетната площадка.
- 9 ноември 2005: Изстрелване в 3:33 UT.
- 11 ноември 2005: Изпълнена е успешно първата корекция в треакторията на апарата.
- 17 февруари 2006: Успешно са запалени главните двигатели.[2]
- 24 февруари 2006: Втора успешна маневра за корекция на треакторията.
- 29 март 2006: Трета успешна маневра.
- 11 април 2006: Венера Експрес успеюно се вмъква в орбита около Венера.
- 13 април 2006: Получена е първата снимка на Венера от апаратът.
- На 20, 23 и 26 април се правят три маневри за промяна на орбиталния период.
- 14 декември 2006: Първо картографиране на температурата в Южното полукълбо на планетата.
- 27 февруари 2007: ЕКА решава да удължи мисията до май 2009 г.
- 19 септември 2007: Край на първоначалната мисия; започва удължената мисия
- 27 ноември 2007: Научния журнал Nature публикува поредица от статии с първоначалните открития. Открива следи от някогашно съществуване на океани Потвърждава наличието на светкавици на Венера и то по-чести от тези на Земята. Открива вихрушка на Южния полюс на планетата.[3][4]